# О’Хэр, Майкл
Майкл О’Хэр (англ. Michael O'Hare; 6 мая 1952, Чикаго — 28 сентября 2012) — американский актёр, наиболее известный по роли Джеффри Синклера в сериале «Вавилон-5», где он сыграл первого капитана одноимённой станции.

## Биография
Майкл О’Хэр родился в Чикаго, штат Иллинойс. Он был принят в Гарвардский университет, где изучал английскую литературу. Также он обучался в Джульярдской школе.

## Карьера
Майкл О’Хэр участвовал во многих театральных постановках в Нью-Йорке, включая роль полковника Джессупа в оригинальной постановке «Несколько хороших парней». Он был первым белым актёром, номинированным чёрным театральным сообществом Нью-Йорка на получение AUDELCO Award как лучший актёр, за его работу в пьесе «Оттенки коричневого». В 1992 году он был принят на роль Командора Джеффри Синклера в первом сезоне фантастического телесериала «Вавилон-5». Впоследствии О’Хэр появлялся во втором сезоне и в двух эпизодах третьего сезона.
Он был вынужден покинуть сериал из-за психического расстройства (паранойя), которое создатель телесериала Майкл Стражински по его просьбе хранил в секрете до самой смерти актёра.

## Семья
Был женат на Рут Айви Бэллам с 1998 года до своей смерти в 2012 году.

## Смерть
23 сентября 2012 года Майкл перенёс сердечный приступ и впал в кому, не выходя из которой скончался пятью днями позднее — 28 сентября 2012 года в возрасте 60 лет.

## Фильмография
| Год       |   | Русское название                  | Оригинальное название       | Роль                     |
| --------- | - | --------------------------------- | --------------------------- | ------------------------ |
| 1981      | ф | Преследование Д. Б. Купера        | The Pursuit of D. B. Cooper | владелец автомобиля      |
| 1984      | ф | Каннибалы-гуманоиды из подземелий | C.H.U.D.                    | Фуллер                   |
| 1989      | ф | Последний поворот на Бруклин      | Last Exit To Brooklyn       | полицейский              |
| 1990      | ф | Скорая помощь                     | The Ambulance               | Хэл                      |
| 1993—1996 | с | Вавилон-5                         | Babylon 5                   | командор Джеффри Синклер |